# Cliffie Stone
Cliffie Stone (ur. 1 marca 1917 w Stockton, zm. 16 stycznia 1998 w Newhall) – amerykański producent filmowy, muzyk country i wydawca muzyczny.

## Życiorys
Cliffie Stone urodził się 1 marca 1917 roku. Jego ojciec był muzykiem country. Rozpoczął pracę w Capitol Records w 1946 roku. Nagrał sześć płyt z zespołem podkładu. Zmarł 16 stycznia 1998 roku na zawał serca. Posiada swoją gwiazdę na Hollywoodzkiej Alei Gwiazd.